# Schronisko Pionowe w Ostryszni
Schronisko Pionowe w Ostryszni – schronisko w Wąwozie Ostryszni na Wyżynie Olkuskiej będącej częścią Wyżyny Krakowsko-Częstochowskiej. Znajduje się pomiędzy wsiami Imbramowice i Glanów w województwie małopolskim, w powiecie olkuskim, w gminie Trzyciąż.

## Opis obiektu
Znajduje się w skale Organy w lewych zboczach Wąwozu Ostryszni. Ma jeden otwór w pionowej, zachodniej ścianie tej skały. Znajduje się on wysoko nad ziemią i dostać się do niego można przez wspinaczkę, lub (łatwiej) poprzez zjazd na linie.
Schronisko powstało w skalistych wapieniach jury późnej na pionowej szczelinie ciosowej, na szczycie skały przykrytej okapem. Ma skaliste dno z  trzema progami. Jest w całości oświetlone rozproszonym światłem i poddane wpływom środowiska zewnętrznego. W niektórych, bardziej wilgotnych miejscach ściany porośnięte są glonami. 

## Historia poznania i dokumentacji
Otwory schroniska są z ziemi dobrze widoczne, ze względu jednak na trudny dostęp odwiedzane były głównie przez wspinaczy skalnych. W literaturze nie było wzmiankowane. Po raz pierwszy pomierzył go i opisał Adam Polonius we wrześniu 2014 roku. On też sporządził plan schroniska.
Kilkadziesiąt metrów dalej na północ w tej samej skale Organy znajduje się drugie schronisko – Tunel z Progami.

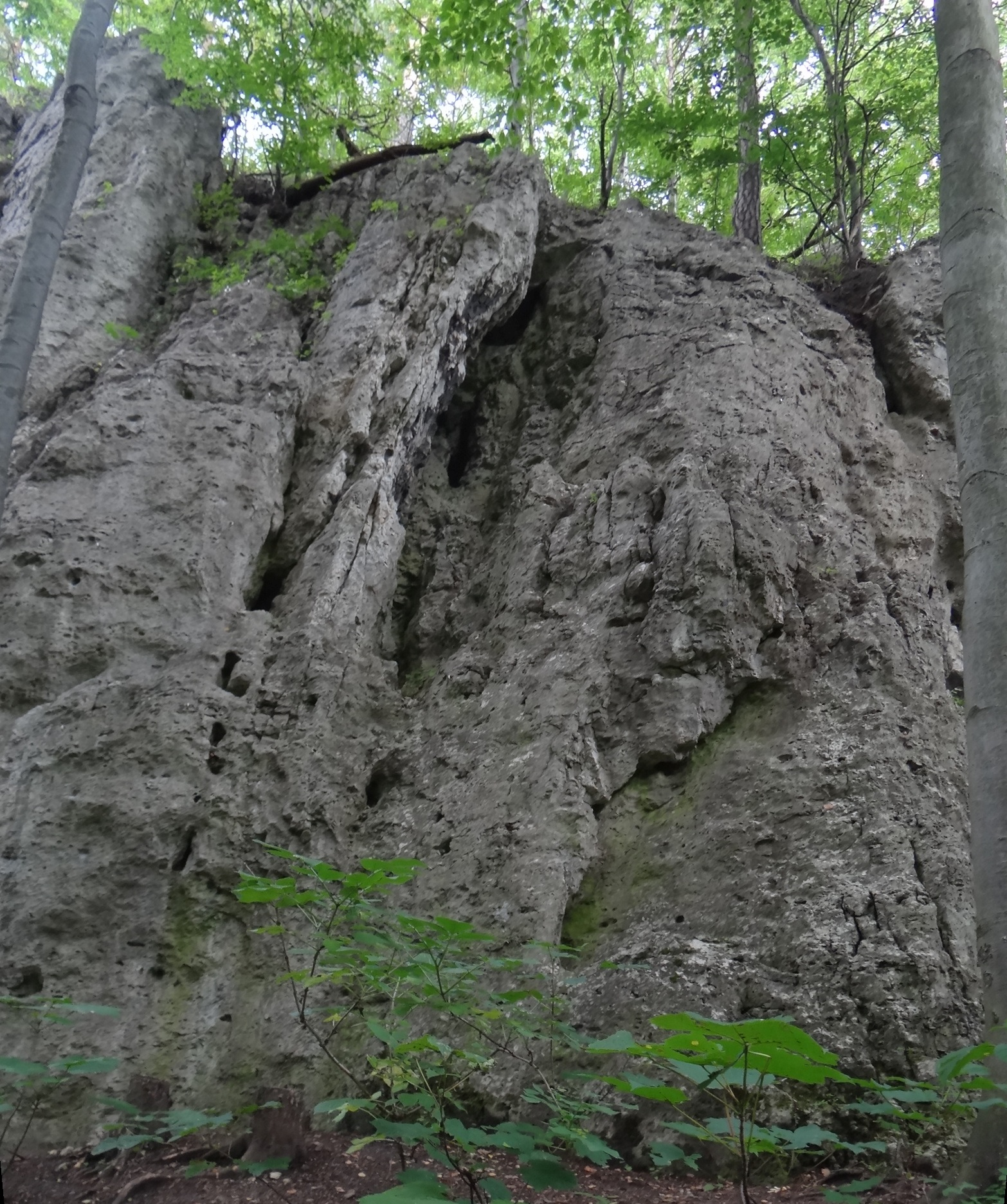
Skała Organy z wylotem schroniska
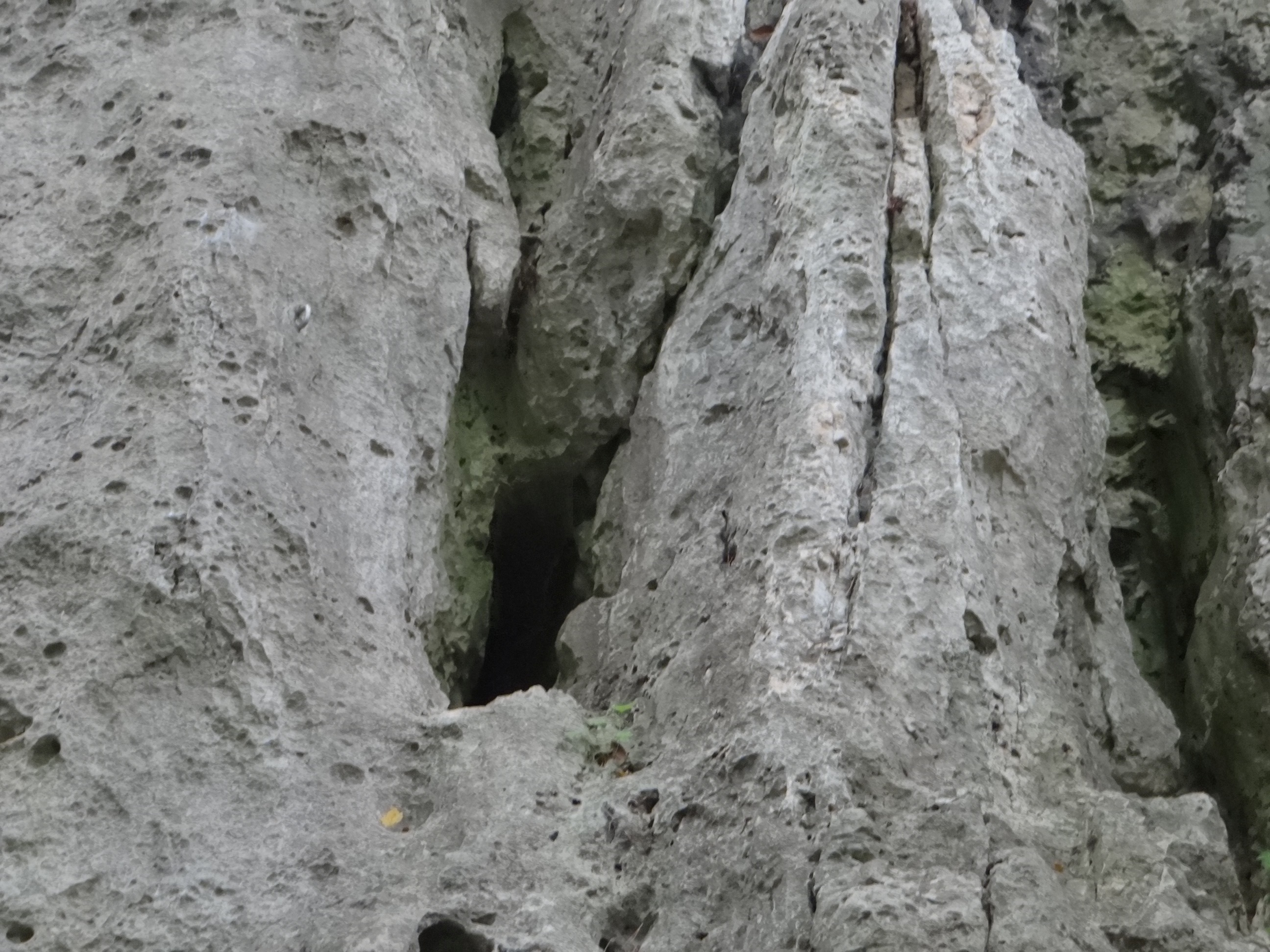
Otwór schroniska